# Castelnau-sur-Gupie
Castelnau-sur-Gupie is een gemeente in het Franse departement Lot-et-Garonne (regio Nouvelle-Aquitaine) en telt 766 inwoners (2004). De plaats maakt deel uit van het arrondissement Marmande.

## Geografie
De oppervlakte van Castelnau-sur-Gupie bedraagt 15,3 km², de bevolkingsdichtheid is 50,1 inwoners per km².
De onderstaande kaart toont de ligging van Castelnau-sur-Gupie met de belangrijkste infrastructuur en aangrenzende gemeenten.

## Demografie
Onderstaande figuur toont het verloop van het inwonertal (bron: INSEE-tellingen).